# Cordura
Cordura (They Came to Cordura) è un film western del 1959 diretto da Robert Rossen e ispirato all'omonimo romanzo di Glendon Swarthout.

## Trama
Nel 1916 alcuni reparti di cavalleria dell'esercito statunitense si battono con le bande messicane di Pancho Villa. Il colonnello Rogers affida al maggiore Thomas Thorn l'incarico di seguire la cavalleria durante le operazioni militari e di segnalare al comando eventuali atti eroici, degni di essere premiati: il Congresso vuole in tal modo raccogliere efficaci esempi da proporre all'esercito appena riorganizzato. L'incarico è una specie di ricatto: un attimo di esitazione in battaglia da parte di Thorn è bastato per farlo tacciare di vigliaccheria. Il colonnello dichiara che non registrerà l'accaduto se Thorn in cambio lo indicherà per la decorazione e gli farà quindi guadagnare la promozione a generale. Thorn invece sceglie altri cinque uomini: durante l'attacco a una fattoria tenuta dai messicani, Thorn è stato testimone di quattro episodi di audacia, a cui se ne era aggiunto un quinto nel precedente scontro di Guerrero.
Cessata la battaglia con la sconfitta dei messicani, il colonnello spedisce allora Thorn con i suoi cinque uomini alla volta di Cordura, sede delle retrovie americane, in una rischiosa missione da cui Rogers non si aspetta che riescano ad arrivare vivi a destinazione. Della comitiva fa parte anche Adelaide Geary, proprietaria della fattoria, accusata di tradimento per aver collaborato con il nemico. Thorn si è comportato da vile durante una battaglia e ora cerca di comprendere che cosa sia in realtà l'eroismo. Intanto le privazioni della dura marcia verso la lontana Cordura vanno logorando in ciascuno degli eroi il senso della disciplina e dell'onore militare, e ciascuno rivela la propria vera natura: un attaccabrighe, un egoista, un ipocrita, un violento, un debole. Adelaide provoca gli uomini ostentando le sigarette e la tequila che ha comprato dai messicani. Il peggiore del gruppo tenta di violentarla e Thorn deve lottare contro il sonno e la stanchezza per difendere la donna, anche se segretamente la detesta.
Ad un certo punto gli uomini si ribellano al maggiore, del quale conoscono la viltà dimostrata in battaglia. Solo Adelaide comprende che vi è più coraggio nella meditata e cosciente fermezza di Thorn che negli istintivi atti di coraggio compiuti durante il combattimento. Benché minacciato di morte, con implacabile energia il maggiore riesce a guidare fino a Cordura i suoi uomini, che alla fine riacquistano il senso della disciplina e restano ammirati per la tempra del comandante.

## Produzione
Il termine cordura in spagnolo definisce la sanità mentale e fu significativamente scelto come nome della destinazione perché i cinque guidati dal maggiore Thorn cadono sempre più nella follia nell'intento di raggiungere la città, ma nell'epilogo riacquistano la ragionevolezza e il senso del dovere.
Con 4 milioni e mezzo di dollari di budget, il film fu uno dei più costosi dell'epoca. Il ruolo di Thorn era stato originariamente offerto a Montgomery Clift, il quale però rifiutò l'offerta. Fu quindi scelto Cooper, nonostante fosse stato giudicato anziano per il personaggio (aveva 57 anni, mentre il Maggiore Thorn doveva essere sulla trentina). Cooper era malato ma prese ugualmente parte alle riprese nonostante il parere contrario dei propri medici. L'attore ne uscì sfinito e, appena terminate le riprese, venne ricoverato a Hollywood per un intervento all'intestino. Solo sei settimane più tardi venne trasferito in una clinica di Boston per essere sottoposto alla prostatectomia: la malattia gli si stava diffondendo nell'organismo e chiunque altro si sarebbe fermato attendendo la fine, ma Cooper andò tenacemente avanti, come il protagonista del film, riuscendo a lavorare in altre due pellicole: I giganti del mare e Il dubbio.
Le riprese avvennero in gran parte in Arizona, a Wolf Hole e nella Paiute Wilderness Area; altre scene vennero girate nel Nevada, nella Moapa Valley, nello Utah, a St. George e a Sonora (in Messico).
Durante le riprese si spezzò un cavo che avrebbe dovuto sostenere un carrello ferroviario; il carrello finì addosso agli attori e tutti riuscirono a scansarsi tranne Dick York, che in seguito al trauma lombare riportato dovette abbandonare la serie di telefilm Vita da strega arrivata alla quinta stagione e soffrì di dolori alla schiena per tutto il resto della sua vita.

## Distribuzione
Il film venne distribuito nelle sale statunitensi nell'ottobre del 1959; in Italia il film uscì il 27 novembre 1959. L'esito commerciale non fu molto favorevole: il regista Robert Rossen attribuiva l'insuccesso alle continue interferenze della Columbia nel casting e nel montaggio.
La versione originale del film avrebbe dovuto avere una durata di due ore e mezzo ma la produzione volle ridurla a circa due ore; nel 1966 Rossen lo rimontò nella durata originaria ma morì prima della riedizione.